# DB-Baureihe Klv 60
Der Kleinwagen Klv 60 ist ein Nebenfahrzeug für Streckenbereisungszwecke und Instandhaltungsarbeiten an Bahnanlagen (insbesondere Oberleitungen) mit einem Dienstgewicht von 8000 kg.

## Entwicklung
Es handelt sich um den ersten nach der Gründung der Deutschen Bundesbahn beschafften Turmkleinwagen. Er wurde als Prototyp für Bereisungsfahrten zur Installation und Wartung elektrischer Oberleitungen entwickelt. Im Zuge der angestrebten Elektrifizierung des Bahnnetzes in der Bundesrepublik Deutschland kam ihm eine besondere Bedeutung zu. Dennoch blieb er ein Einzelstück, das jedoch die Entwicklung des später in größerer Stückzahl beschafften Klv 61 maßgeblich beeinflusste. In dem 1956 eingeführten Klv-Baureihenschema (Kleinwagen mit Verbrennungsmotor) wurde dieses Fahrzeug als Klv 60 bezeichnet und der Bauart 600 zugewiesen.
Der Prototyp stammt aus dem Jahr 1954. Zunächst wurde dieser neu entwickelte Turmkleinwagen als Kl 10451 bezeichnet und später in Klv 60-9001, Klv 60.9001 und Klv 60.9001-3 umgezeichnet.
Der Klv 60 blieb ein Einzelstück und bezeichnete eine Zwischenbaureihe zu dem von 1954 bis 1958 von der Deutschen Bundesbahn in 30 Exemplaren beschafften Klv 61.

## Hersteller

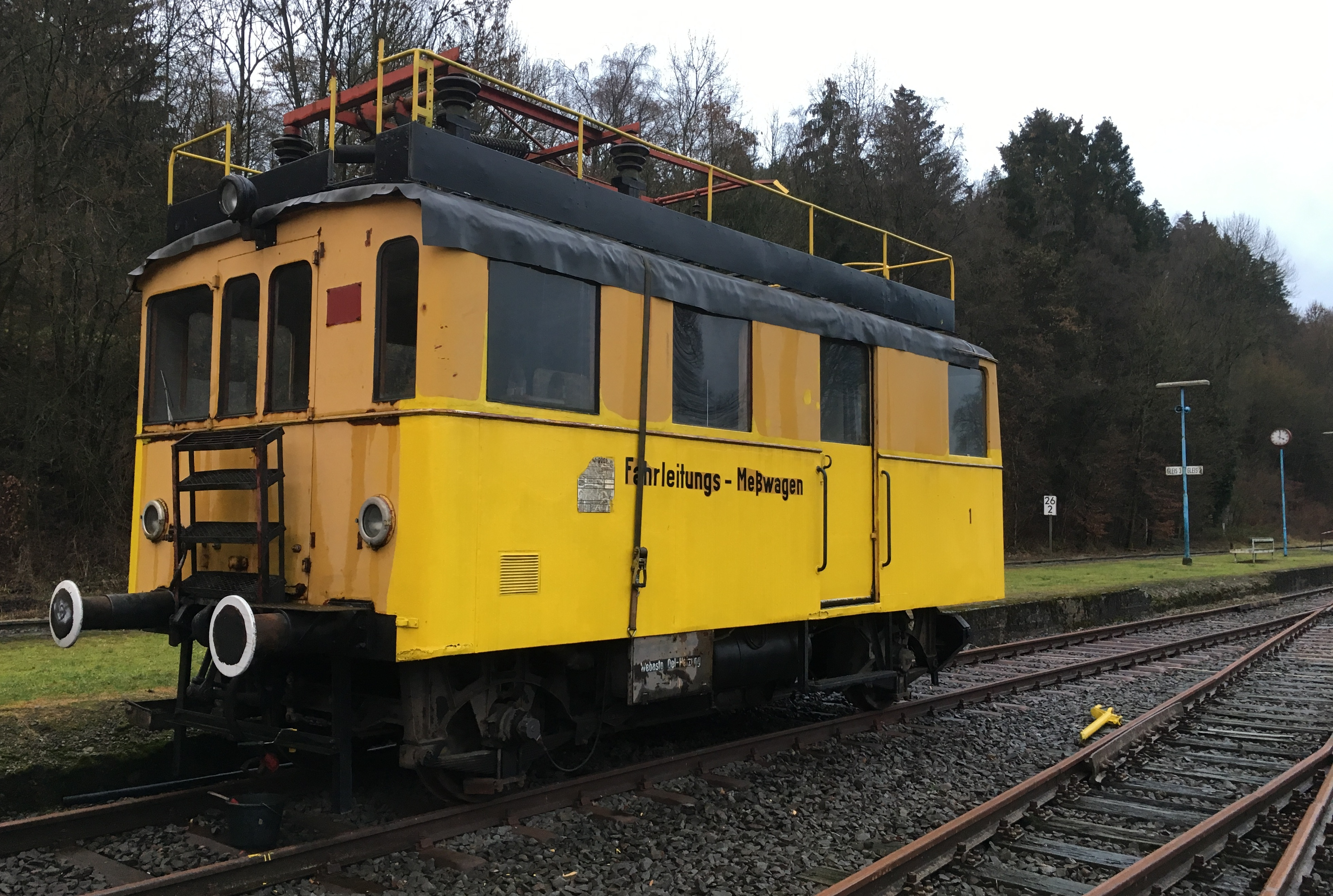
Klv 60.9001-3 (FKF) im Jahr 2018

Er wurde im Auftrag der Deutschen Bundesbahn bei den FKF-Werken Fa. Schmitt (Frankfurter Kraftfahrzeug-Fabrik) unter der Fabriknummer 12177 hergestellt.
Äußerlich gab es Ähnlichkeiten zum Turmtriebwagen Rheinbraun 818 („RBW 818“), mit dem er allerdings nicht baugleich ist. Auch mit seinem Nachfolger Klv 61 hat er trotz einer gewissen äußerlichen Ähnlichkeit nur wenige konstruktive Gemeinsamkeiten.

## Antrieb
Geliefert wurde der Klv 60 wurde mit einem Achtzylinderdieselmotor von Deutz. Die Höchstgeschwindigkeit beträgt 70 km/h.

## Aufbau
Der Klv 60 hat zwei Führerstände, die Hebebühne wurde über eine Leiter an einer der Frontseiten erreicht. Die dort vorhandene Fronttür wurde zum leichten Verstauen der mitgeführten Leitern genutzt. Beheimatet war das Einzelstück u. a. im Bw Regensburg. Es sind insgesamt vier Türen vorhanden, von denen sich auf der einen Längsseite zwei sowie jeweils eine auf der anderen Längs- und der nicht abgeschrägten Stirnseite befinden. Im Innenraum sind jeweils ein Fahrersitz an den beiden Führerständen sowie eine Werkstatteinrichtung mit Werkbänken vorhanden. Neben den Fahrzeugführern können bis zu vier weitere Personen befördert werden. Das Fahrzeug hat Zug- und Stoßeinrichtungen.

## Einsatz
Der Turmkleinwagen oder Turmtriebwagen war ideal für Installations-, Kontroll- und Reparaturarbeiten an Oberleitungen geeignet. Nach einem um 1980 erfolgten Umbau diente er auch innerhalb von Bauzügen als „Oberleitungs-Meßwagen“.
Mit dem Klv 60 konnten einschließlich Fahrer insgesamt sechs Personen befördert und mitsamt Werkzeugen und Material direkt an die Baustelle transportiert werden.
Der Klv 60 wurde nach mehr als 40-jähriger Dienstzeit zum 1. Dezember 1995 bei der DB ausgemustert. Anschließend wurde er zur musealen Erhaltung an das Verkehrsmuseum Nürnberg (DB Museum) überstellt und ist nach zwischenzeitlicher Abstellung am Bw Regensburg in Privatbesitz übergegangen.

## Sonstiges
Von dem Klv 60 wurden durch die Firma Brawa drei verschiedene Modelle im Maßstab H0 gebaut. Für die Modellnummern 0520 (Gleichstrom) und 0525 (Wechselstrom) war der Klv 60-9001 in seiner älteren Version als Turmtriebwagen in roter Farbgebung Vorbild, während die Modellnummer 0522 (Gleichstrom) dem Klv 60 in seiner letzten Variante als gelbem Fahrleitungs-Meßwagen entspricht.